# Zilveren Pagode

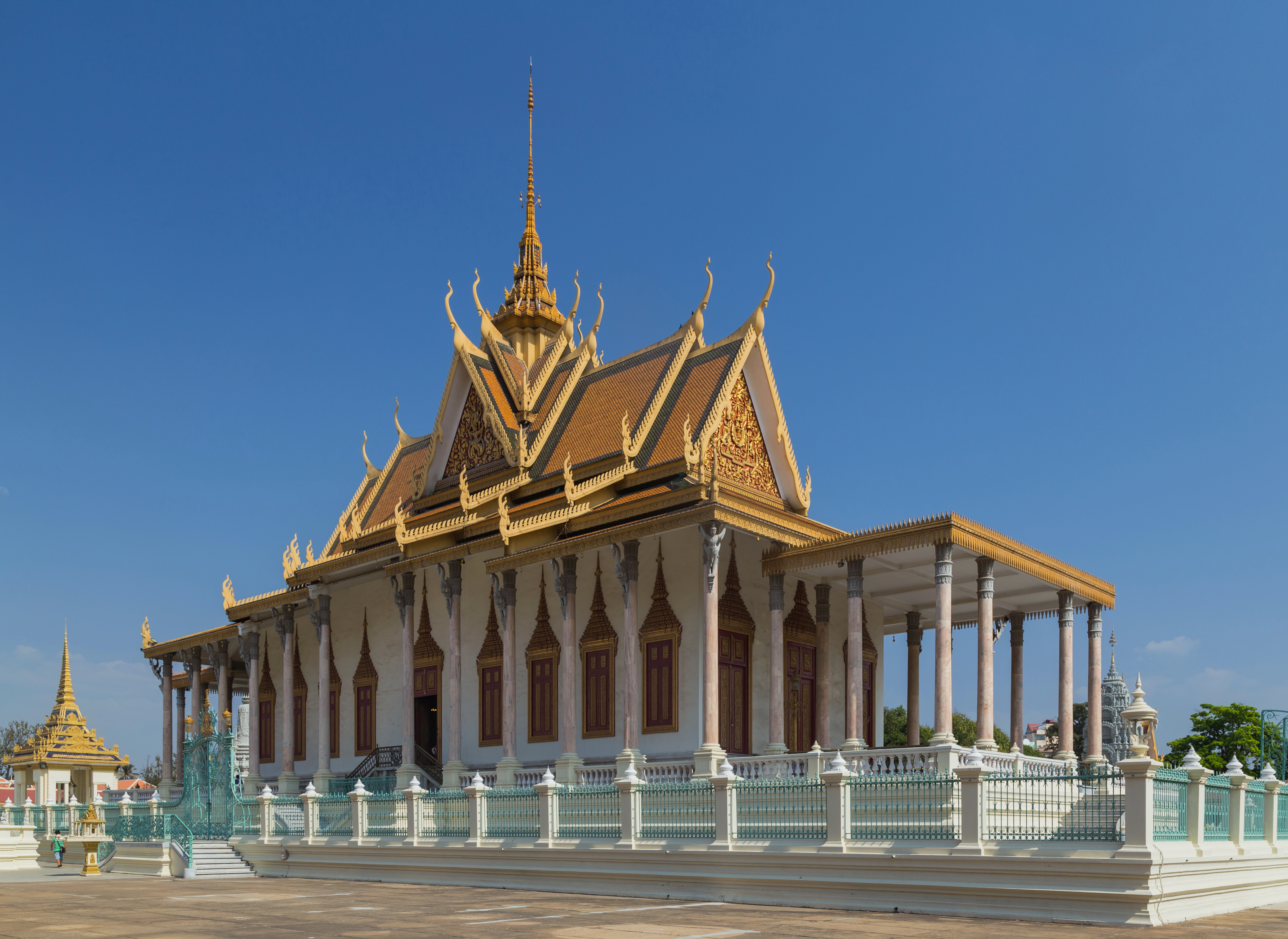
De Zilveren Pagode in Phnom Penh

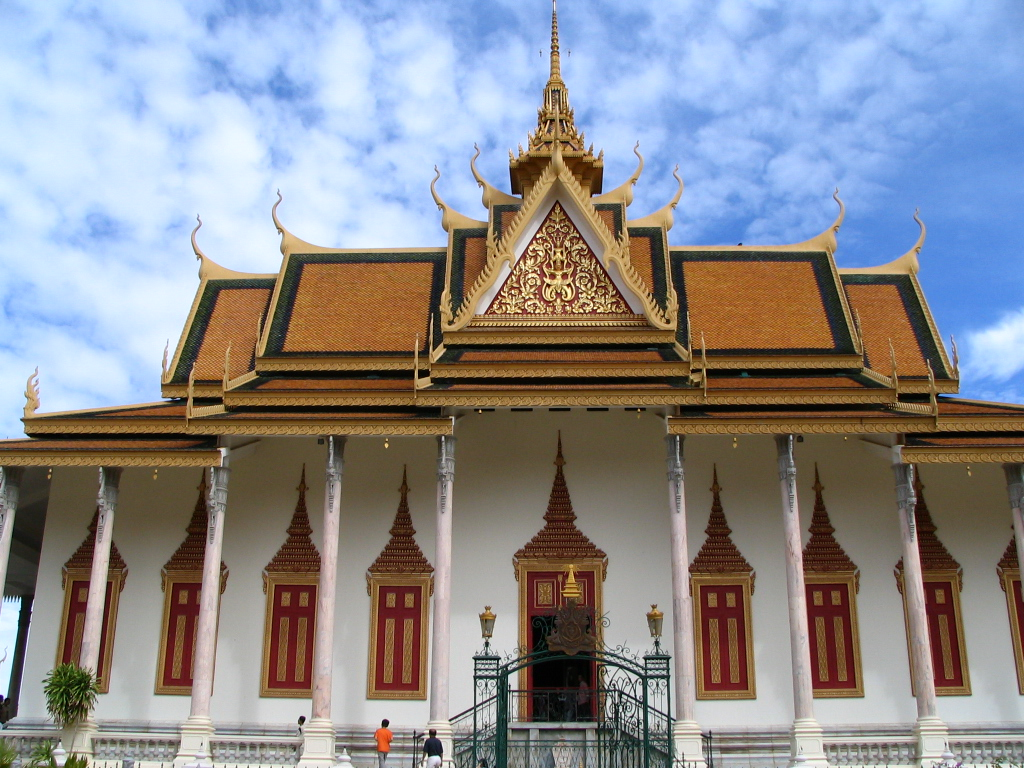
Zijaanzicht van de Zilveren Pagode

De Zilveren pagode, ook wel Wat Preah Keo (tempel van de smaragden Boeddha), is een wat (tempel) in de stad Phnom Penh in Cambodja, binnen de muren van het Koninklijk Paleis. De pagode werd gebouwd in 1892 en was oorspronkelijk van hout. Koning Norodom van Cambodja werd bij de bouw geïnspireerd door Wat Pra Keaw in Bangkok. Het gebouw werd opnieuw gebouwd in 1962 en werd toen opgetrokken uit beton en marmer. De vloer van de pagode is bedekt met 5000 zilveren tegels die één kilogram per stuk wegen.
Onder de Rode Khmer werden meer dan 60% van alle relikwieën vernietigd. De tempel heeft de heerschappij van de Rode Khmer min of meer intact overleefd. In de tempel zijn een 90 kilogram wegend puur gouden Boeddhabeeld uit 1907 en een marmeren Boeddhabeeld uit Myanmar twee van de belangrijkste overgebleven beelden. 